# Зеленець (Венґровський повіт)
Зеленець (пол. Zieleniec) — село в Польщі, у гміні Садовне Венґровського повіту Мазовецького воєводства.
Населення — 357 осіб (2011).
У 1975-1998 роках село належало до Седлецького воєводства.

## Демографія
Демографічна структура станом на 31 березня 2011 року:
|          | Загалом | Допрацездатний вік | Працездатний вік | Постпрацездатний вік |
| -------- | ------- | ------------------ | ---------------- | -------------------- |
| Чоловіки | 167     | 29                 | 120              | 18                   |
| Жінки    | 190     | 26                 | 108              | 56                   |
| Разом    | 357     | 55                 | 228              | 74                   |